# Авгар V
Авгар (Абгар, грч. Άβγαρος и Αύγαρος) — цар Осроене од 4. године п. н. е. до 7. године н.е. и 13—50. године. Имао надимак Укама или Ухомо, тј „црни”. Био је 15. представник осроенске династије Абгарида, владара Осроене, са столицом у Едеси (Мала Азија). Осроенско царство је основано 137 године п. н. е. Уништено је у време Каракале, 216. године.

## Сведочанства црквених историчара
Тацит описује Авгара као „цара Арапа“. Јерменски исторчар Мовсес Хоренски пише да је Авгар био син Аршама — сина Арташеса, брата Тиграна II Великог. У IV веку Јевсевије Кесаријски објављује да је пронашао у архивама Едесе сиријски документ, који сведочи о Авгаровој преписци с Исусом Христом. Та прича, с неким допунама, појављује се у сиријском рукопису „Учење Адаја“ („Doctrina Addaei“, коју је одштампао Џорџ Филипс у Лондону, 1876. године) и у различитим грчким прерадама.
Према Јевсевију, Авгар је разменио писмо са Господом Исусом Христом. Цар, пошто је био болестан, пише Христу молећи Га да га посети и исцели. Он, одбијајући да лично дође, јер је Његова мисија везана за Јерусалим, даје му обећање да ће након Свог Вазнесења послати ученике да га излече и да проповедају Јеванђеље народу. У једној верзији ове приповести додат је нарочит благослов Едесе.
У Јевсевијевом извештају писмо је праћено декламацијом о мисији апостола Тадеја, једног од Седамдесеторице, кога је послао Свети Тома, „још назван и Јуда” и који је исцелио цара и преобратио многе становнике града. 
Према „Егеријином путопису”, писмо Христово, написано на на пергаменту, на сиријском, чувано је у Едеси. Постоје многе његове копије и њима је приписивана чудотворна сила исцељивања и заштите. 
У „Учењу Адаја” је забележено да су Авгарови гласници донели Христов лик као и Његов одговор на Авгарово писмо. 

## Критика
Вођене су расправе о томе да ли је Јевсевије унео све ове детаље, или су они представљали касније додатке писму. Према неким научницима, читаво писмо смешта у први век преобраћање (и само несигурно) Авгара VIII (177—212). Према другима, ово писмо је настало концем трећег, или почетком 4. века и могуће да је написано ради супротстављања манихејском учењу. 
Декрет Геласија, богословско дело које је написао папа римски Геласије I, у петој глави доноси списак апокрифних књига, у које су, између осталих, убројане и Посланица Авгара Христу и Посланица Христа Авгару. 
Без обзира на све ова прича је дуго остала популарна и на Истоку и на Западу.